# Ned Block
Ned Block (né en 1942) est un philosophe américain. Ses principales contributions se situent dans le domaine de la philosophie de l'esprit et des sciences cognitives. Il est notamment connu pour ses travaux sur la conscience.

## Biographie
C'est en 1971 que Ned Block a obtenu son doctorat à l'université Harvard, dirigé par Hilary Putnam. Au Massachusetts Institute of Technology (MIT), il est ensuite devenu professeur adjoint de 1971 à 1977, puis maître de conférences de 1977 à 1983, puis professeur de philosophie de 1983 à 1996. Il a officié en tant que directeur du département de philosophie de 1983 à 1995. À partir de 1996, il est devenu professeur dans les départements de philosophie et de psychologie du Centre pour les sciences neurales à l'université de New York (NYU).
Les articles de Block ont figuré à cinq reprises parmi les dix meilleurs articles choisis par The Philosophers' Annual. Il a été juge pour le prix Loebner en 2005, un concours dans la veine du test de Turing, qui vise à déterminer si l'interlocuteur est un être humain ou un ordinateur. Il a participé aux conférences John Locke en 2012-2013. Il a obtenu le prix Jean-Nicod en 2013. Il a également participé aux conférences Jean-Nicod cette même année.
Il est marié à la psychologue du développement Susan Carey.

## Travaux

### Sur la conscience
Ned Block a soutenu l'idée selon laquelle ce qu'on appelle couramment conscience est en réalité un concept hybride. Il y a sous ce nom de conscience plusieurs concepts liés. Ned Block distingue notamment entre la conscience d'accès et la conscience phénoménale. La confusion viendrait de ce que les deux consciences vont la plupart du temps de pair. Un philosophe comme Daniel Dennett voit dans cette distinction une différence de degré, là où Ned Block y voit une différence de nature.
Derrière cette distinction se cache le problème plus large du caractère représentationnel des états mentaux. Ned Block soutient en effet que tous les contenus des états mentaux ne sont pas représentationnels, c'est-à-dire qu'il n'est pas essentiel pour toutes les sensations de communiquer une information utilisable dans le raisonnement et pour l'action. Il s'oppose en cela directement à des philosophes comme Dennett ou Dretske.

#### Conscience d'accès et conscience phénoménale
La conscience d'accès est la conscience qui nous permet d'agir rationnellement. Ned Block emprunte à David Chalmers sa définition de la conscience d'accès comme ce qui est « directement disponible pour un contrôle global. »
Cette conscience serait celle sur laquelle travaillent les neurosciences. C'est une conscience fonctionnelle et c'est celle sur laquelle porteraient beaucoup d'ouvrages philosophiques, comme celui de Daniel Dennett, La Conscience expliquée. Elle est fonctionnelle en ce sens qu'elle ne dépend pas de la manière dont elle est physiquement réalisée, mais du rôle qu'elle joue dans le système cognitif. J'entends du bruit dehors, par conséquent je vais fermer la fenêtre ; le raisonnement ne dépend pas du support sur lequel il est réalisé : un cerveau, une machine, etc.
La conscience phénoménale n'est pas définissable selon Ned Block. « Tout ce qu'on peut faire, c'est indiquer le phénomène. » C'est « l'effet que cela fait » de ressentir une certaine sensation (pour reprendre l'expression de Thomas Nagel dans « Quel effet cela fait-il d'être une chauve-souris ? »). C'est à cette conscience qu'on fait référence quand on parle de qualia, et les neurosciences n'auraient même pas idée de la manière dont il faudrait s'y prendre pour rendre compte de cette conscience − ce qui n'implique pas qu'il soit impossible qu'elles y parviennent un jour.

#### Les arguments pour distinguer les deux consciences
Ned Block donne un argument qui montre qu'il peut y avoir conscience phénoménale sans conscience d'accès. Il utilise pour cela un exemple quotidien qui se rapproche de celui des petites perceptions de Leibniz. J'entends une tondeuse à gazon dehors, et sans m'en rendre compte je me mets à parler plus fort. Plus tard, à un moment donné, je m'en rends compte, et je raisonne alors et décide d'aller fermer la fenêtre. En un sens j'étais conscient de la tondeuse à gazon dès le départ, en un autre sens j'en ai pris conscience au moment où j'ai décidé de fermer la fenêtre. La conscience que j'avais au départ est la conscience phénoménale, sans la conscience d'accès. Ned Block propose aussi d'utiliser cette distinction pour comprendre la notion freudienne d'inconscient. Un événement inconscient, selon cette analyse, est un événement conscient au sens de la conscience phénoménale mais pas au sens de la conscience d'accès.
L'argument que donne Ned Block pour montrer qu'il peut y avoir conscience d'accès sans conscience phénoménale est une expérience de pensée basée sur les cas réels de vision aveugle. Ce sont des cas de patients qui ont perdu la vue mais qui parviennent néanmoins à ne pas se tromper si on leur présente une image de X et de O et qu'on leur demande de deviner ce qu'ils ont devant les yeux. Ils obtiennent un taux de réussite élevé. Ces patients n'ont selon Block aucune conscience phénoménale. Mais ils n'ont pas non plus de conscience d'accès : ils ont l'impression de choisir au hasard. Block propose comme expérience de pensée d'imaginer un cas de super vision aveugle. Ces patients seraient en mesure de raisonner à partir de ce qu'ils ont devant les yeux, et d'affirmer « je vois un X » (au lieu de le deviner), mais ils n'auraient aucune conscience phénoménale, aucun effet que cela fait de voir le X.
Ce dernier argument est une version de l'expérience de pensée des zombies, qu'on trouve chez Chalmers. On peut comprendre ce qu'est un zombie philosophique en disant qu'il n'a qu'une conscience d'accès sans conscience phénoménale : il réagit comme quelqu'un qui a une expérience de douleur quand on lui marche sur le pied, mais il n'a aucune sensation de douleur. Une personne qui présenterait des signes de super vision aveugle serait un zombie partiel, un zombie pour ce qui est de la vision.

#### Conscience réflexive
Le terme de conscience recouvre dans le langage ordinaire un sens encore plus large que celui des deux notions de conscience d'accès et de conscience phénoménale. La conscience réflexive est un autre sens qu'on donne au simple mot de conscience dans la vie de tous les jours. Dans un cas je suis conscient qu'il y a une théière sur la table, dans l'autre cas je suis conscient que je vois une théière sur la table.
« Il y a une théière sur la table. »
« Je vois une théière sur la table. »
La différence est subtile. Dans le premier cas, j'ai simplement une expérience perceptive qui m'amène à un état de conscience (phénoménale et d'accès, en l'occurrence). Dans le deuxième cas, j'ai quelque chose en plus : j'ai aussi conscience de cette expérience perceptive elle-même. Cette conscience réflexive n'est pas celle qui présente un défi majeur pour les neurosciences, selon Block c'est plutôt la conscience phénoménale qui pose véritablement problème.

### L'argument Blockhead
Blockhead est le nom d'un système informatique théorique inventé dans une expérience de pensée de Ned Block. Le nom de l'argument n'apparaît pas dans l'article original de Ned Block. C'est un argument qui cherche à montrer que le test de Turing est insuffisant pour déterminer si l'agent qui le passe est ou non intelligent.
Ned Block soutient que le mécanisme interne d'un système est important pour déterminer si oui ou non ce système peut être dit intelligent. Il affirme également qu'un système qui n'est pas intelligent peut réussir le test de Turing.
Block imagine une conversation qui dure un certain laps de temps. Il affirme que, étant donné la nature du langage, il y a un nombre fini de phrases syntaxiquement et grammaticalement correctes qu'on peut utiliser pour commencer une conversation. De là, il s'ensuit qu'il y a une limite au nombre de réponses sensées qu'on peut faire à la première phrase, et encore à la deuxième phrase, et ainsi de suite jusqu'à ce que la conversation se termine.
Block imagine ensuite un ordinateur programmé avec toutes ces phrases théoriques. Même si le nombre de phrases nécessaires pour une conversation de 30 minutes est encore plus grand que le nombre de particules dans l'univers, il est clair qu'une telle machine pourrait au moins logiquement exister. À partir de là, Block soutient que cette machine pourrait continuer une conversation avec une personne sur n'importe quel sujet, puisque l'ordinateur serait programmé avec chaque phrase qu'il est possible d'utiliser. C'est pourquoi l'ordinateur réussirait le test de Turing même s'il n'est pas intelligent.
Block dit que cela ne montre pas qu'il n'y a qu'une structure interne correcte pour générer de l'intelligence, mais simplement que certaines structures internes ne génèrent pas d'intelligence.

### Articles
- (en) Ned Block, « On a Confusion about a Function of Consciousness », Behavioral and Brain Sciences,‎ 1995
- (en) Ned Block, « Psychologism and Behaviorism », The Philosophical Review,‎ 1987 (lire en ligne, consulté le 19 décembre 2014)

### Filmographie
- (en) « Ned Block sur la conscience comme illusion », sur Youtube.com (consulté le 19 décembre 2014)
- (en) « Qu'est-ce que la conscience ? », sur Scientificamerican.com (consulté le 19 décembre 2014)